# Taekwondo op de Olympische Zomerspelen 2000
Taekwondo is een van de sporten die beoefend werden tijdens de Olympische Zomerspelen 2000 in Sydney.

## Heren

### tot 58 kg
| rang   | sporter             | land |
| ------ | ------------------- | ---- |
| Goud   | Michail Mouroutsos  | GRE  |
| Zilver | Gabriel Esparza     | ESP  |
| Brons  | Huang Chih-Hsiung   | TPE  |
| 4      | Gabriel Taraburelli | ARG  |
| 5      | Joseph Salim        | HUN  |
| 5      | Younes Sekkat       | MAR  |

### tot 68 kg
| rang   | sporter              | land |
| ------ | -------------------- | ---- |
| Goud   | Steven Lopez         | USA  |
| Zilver | Sin Joon-Sik         | KOR  |
| Brons  | Hadi Saei Bonehkohal | IRI  |
| 4      | Tuncay Caliskan      | AUT  |
| 5      | Aziz Acharki         | GER  |
| 5      | Carlo Massimino      | AUS  |

### tot 80 kg
| rang   | sporter                   | land |
| ------ | ------------------------- | ---- |
| Goud   | Angel Matos               | CUB  |
| Zilver | Faissal Ebnoutalib        | GER  |
| Brons  | Víctor Estrada            | MEX  |
| 4      | Roman Livaja              | SWE  |
| 5      | N'Guessan Sébastien Konan | CIV  |
| 5      | Warren Hansen             | AUS  |

### boven 80 kg
| rang   | sporter          | land |
| ------ | ---------------- | ---- |
| Goud   | Kim Kyong-hun    | KOR  |
| Zilver | Daniel Trenton   | AUS  |
| Brons  | Pascal Gentil    | FRA  |
| 4      | Khalid Al-Dosari | KSA  |
| 5      | Colin Daley      | GBR  |
| 5      | Milton Castro    | COL  |

## Dames

### tot 49 kg
| rang   | sporter                  | land |
| ------ | ------------------------ | ---- |
| Goud   | Lauren Burns             | AUS  |
| Zilver | Urbia Meléndez Rodríguez | CUB  |
| Brons  | Chi Shu-Ju               | TPE  |
| 4      | Hanne Poulsen            | DEN  |
| 5      | Agueda Pérez López       | MEX  |
| 5      | Döndü Güvenç             | TUR  |

### tot 57 kg
| rang   | sporter             | land |
| ------ | ------------------- | ---- |
| Goud   | Jung Jae-eun        | KOR  |
| Zilver | Trần Hiếu Ngân      | VIE  |
| Brons  | Hamide Bıkçın Tosun | TUR  |
| 4      | Virginia Lourens    | NED  |
| 5      | Cristiana Corsi     | ITA  |
| 5      | Jasmin Strachan     | PHI  |

### tot 67 kg
| rang   | sporter             | land |
| ------ | ------------------- | ---- |
| Goud   | Lee Sun-hee         | KOR  |
| Zilver | Trude Gundersen     | NOR  |
| Brons  | Yoriko Okamoto      | JPN  |
| 4      | Sarah Stevenson     | GBR  |
| 5      | Kirsimarja Koskinen | FIN  |
| 5      | Mirjam Müskens      | NED  |

### boven 67 kg
| rang   | sporter            | land |
| ------ | ------------------ | ---- |
| Goud   | Chen Zhong         | CHN  |
| Zilver | Natalia Ivanova    | RUS  |
| Brons  | Dominique Bosshart | CAN  |
| 4      | Nataša Vezmar      | CRO  |
| 5      | Mounia Bourguigue  | MAR  |
| 5      | Adriana Carmona    | VEN  |

## Medaillespiegel
| rang   | land             | goud | zilver | brons | totaal |
| ------ | ---------------- | ---- | ------ | ----- | ------ |
| 1      | Zuid-Korea       | 3    | 1      | 0     | 4      |
| 2      | Australië        | 1    | 1      | 0     | 2      |
| 2      | Cuba             | 1    | 1      | 0     | 2      |
| 4      | China            | 1    | 0      | 0     | 1      |
| 4      | Griekenland      | 1    | 0      | 0     | 1      |
| 4      | Verenigde Staten | 1    | 0      | 0     | 1      |
| 7      | Duitsland        | 0    | 1      | 0     | 1      |
| 7      | Noorwegen        | 0    | 1      | 0     | 1      |
| 7      | Rusland          | 0    | 1      | 0     | 1      |
| 7      | Spanje           | 0    | 1      | 0     | 1      |
| 7      | Vietnam          | 0    | 1      | 0     | 1      |
| 12     | Chinees Taipei   | 0    | 0      | 2     | 2      |
| 13     | Canada           | 0    | 0      | 1     | 1      |
| 13     | Frankrijk        | 0    | 0      | 1     | 1      |
| 13     | Iran             | 0    | 0      | 1     | 1      |
| 13     | Japan            | 0    | 0      | 1     | 1      |
| 13     | Mexico           | 0    | 0      | 1     | 1      |
| 13     | Turkije          | 0    | 0      | 1     | 1      |
| totaal | totaal           | 8    | 8      | 8     | 24     |

Seoel 1988 (demonstratie) · 
Barcelona 1992 (demonstratie) · 
Sydney 2000 · 
Athene 2004 · 
Peking 2008 · 
Londen 2012 · 
Rio de Janeiro 2016 · 
Tokio 2020  · 
Parijs 2024  · 
Los Angeles 2028 
Medaillewinnaars
Atletiek · Badminton · Basketbal · Boksen · Boogschieten · Gewichtheffen · Gymnastiek · Handbal · Hockey · Honkbal · Judo · Kanovaren · Moderne vijfkamp · Paardensport · Roeien · Schermen · Schietsport · Schoonspringen · Softbal · Synchroonzwemmen · Taekwondo · Tafeltennis · Tennis · Triatlon · Voetbal · Volleybal · Waterpolo · Wielersport · Worstelen · Zeilen · Zwemmen